# FxCop
FxCop — бесплатный инструмент для статического анализа кода от Microsoft, проверяющий сборки .NET на соответствие рекомендациям по проектированию библиотек .NET Framework. В отличие от утилиты lint, FxCop анализирует скомпилированный объектный код, а не исходный код. FxCop использует разбор CIL и анализ графа вызовов для проверки сборок на наличие более чем 200 дефектов в следующих областях:
- Корректность
- Дизайн библиотек
- Интернационализация
- Соглашения именования
- Производительность
- Безопасность

FxCop включает как GUI, так и консольную версии утилиты. В Microsoft Visual Studio 2005 и Visual Studio 2008 Team System Development Editions включена возможность анализа кода, основанная на FxCop.

## Обзор
FxCop представляет собой инструмент, помогающий разработчикам следовать корпоративным стандартам программирования. FxCop выполняет анализ кода для проверки соответствия стандартам программирования и соглашениям именования, и позволяет удостовериться, что соответствующие правила используются в написанной программе.